# Schloss Rennenberg

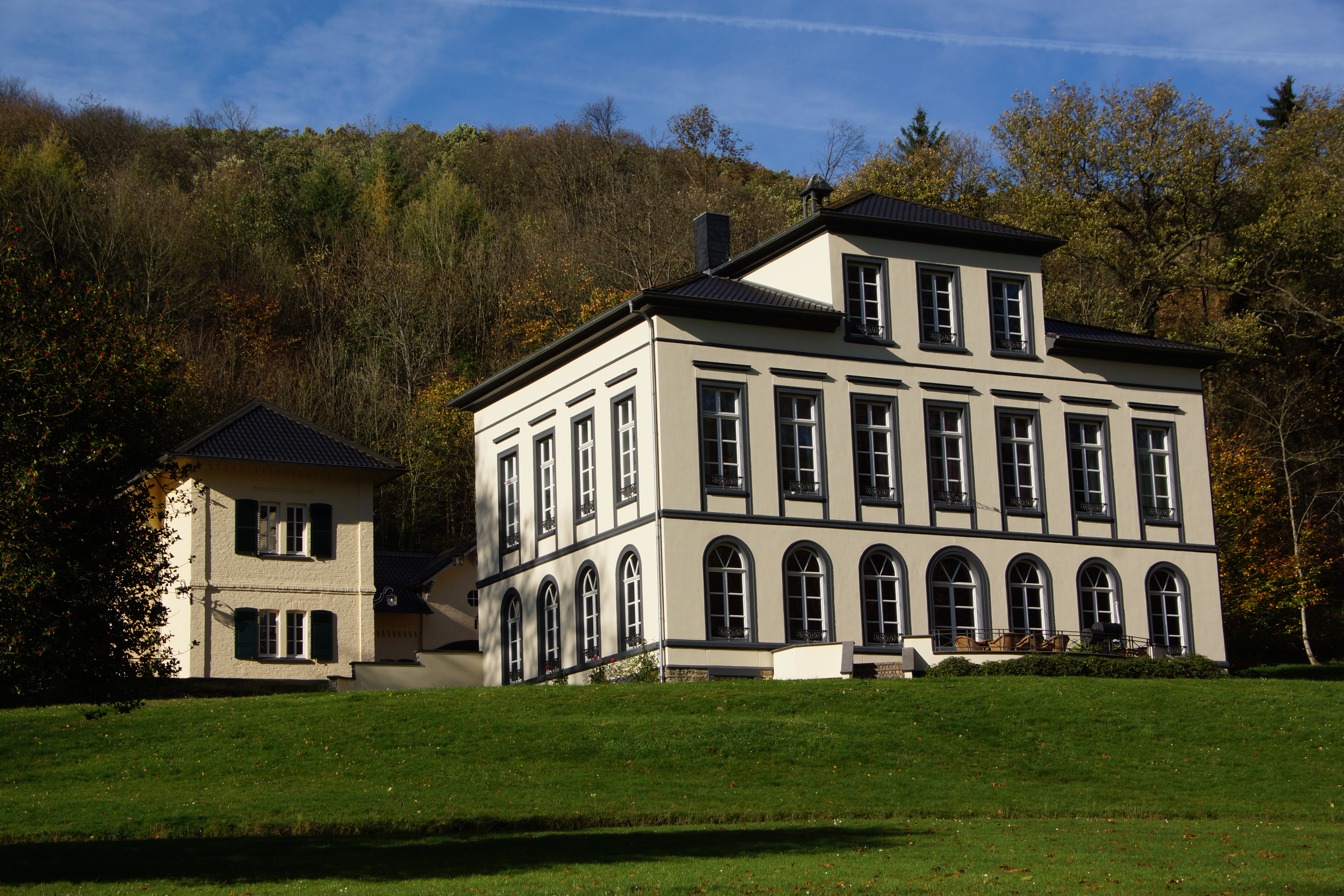
Schloss Rennenberg

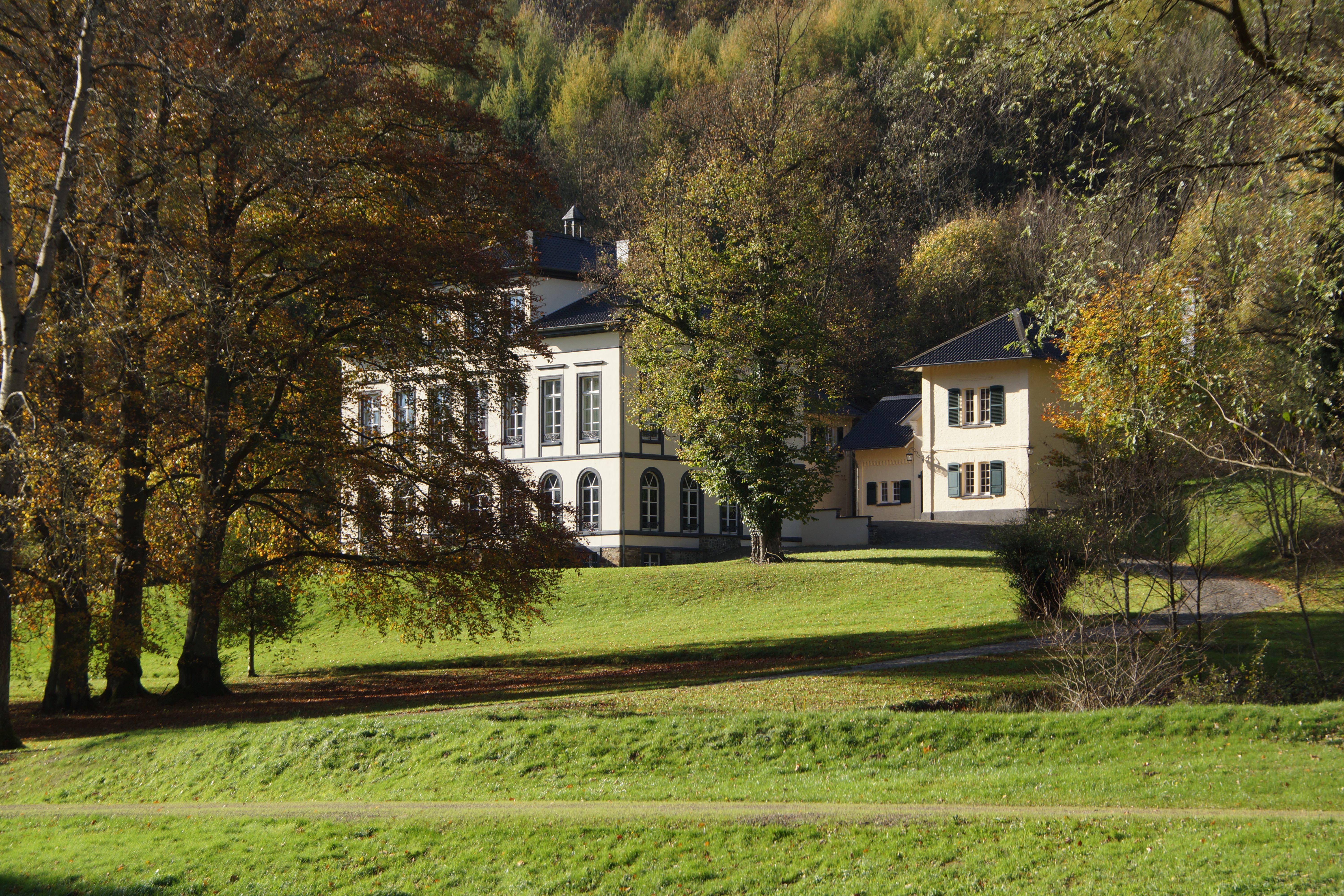
Schloss Rennenberg

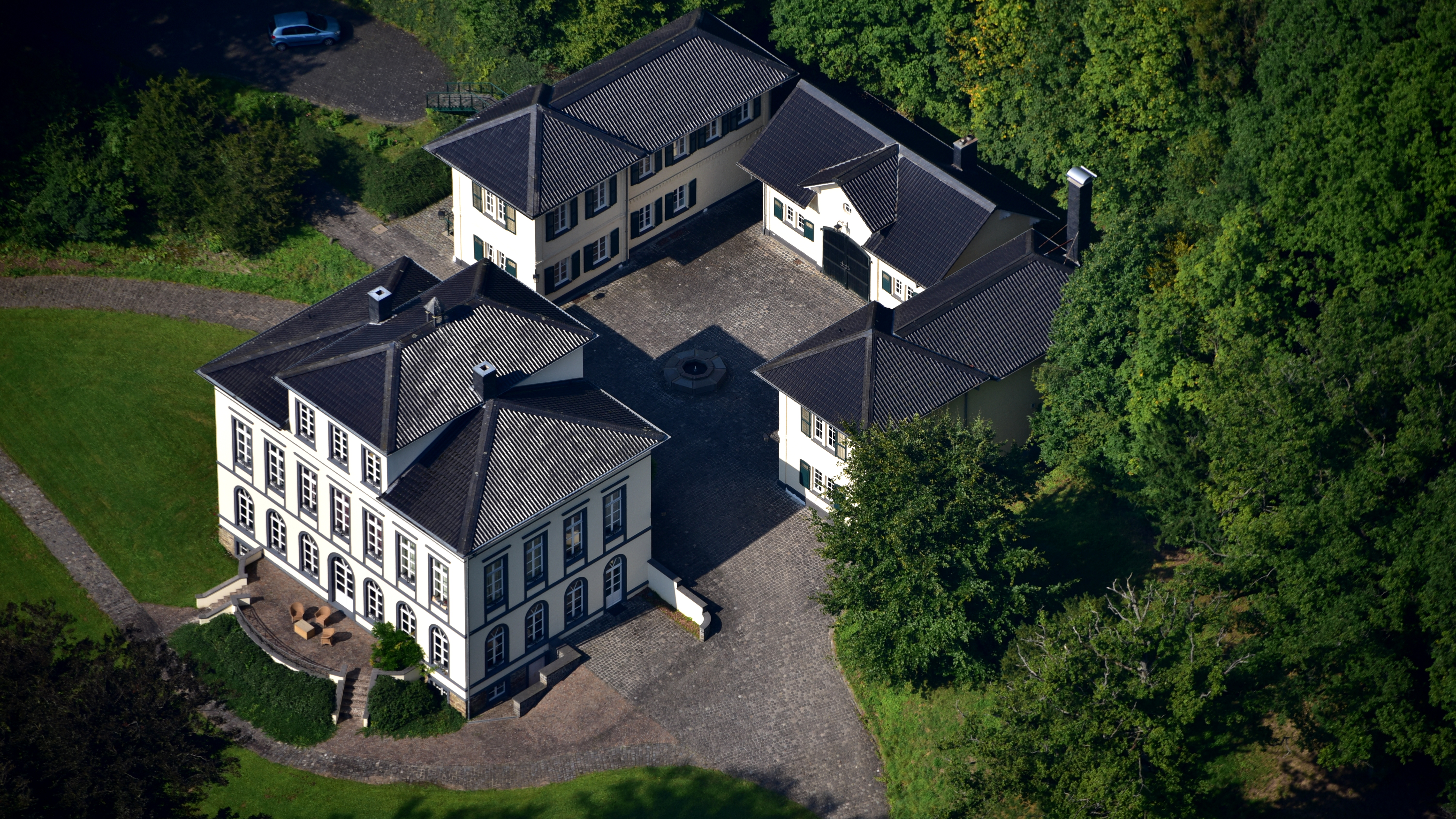
Schloss Rennenberg, Luftaufnahme

Das Schloss Rennenberg ist ein herrschaftliches Anwesen in Linz am Rhein, einer Stadt im rheinland-pfälzischen Landkreis Neuwied, das 1846 erbaut wurde. Es steht als Kulturdenkmal unter Denkmalschutz und ist als Wohnplatz ausgewiesen.

## Lage
Das Schloss Rennenberg liegt ein Kilometer nördlich des Ortseingangs von Linz am Rhein auf etwa 145 m ü. NHN, östlich und unterhalb der Landesstraße 256 (Linz–Kretzhaus) sowie westlich und oberhalb des Rennenberger Baches. Ein Seitenarm des Baches durchfließt das Gelände und wird in einem Teich gestaut.

## Geschichte
Friedrich IV. von Salm-Kyrburg ließ das Schloss 1846 als Sommersitz der Fürsten zu Salm-Kyrburg errichten. Zu dem Schloss gehörte auch ein nordöstlich der Ortslage gelegenes Jagdhaus (heute unter Denkmalschutz). Bei den ersten Luftangriffen auf Linz im Zweiten Weltkrieg traf in der Nacht zum 25. August 1940 eine von fünf Brandbomben das Schloss, das ausgelöste Feuer konnte gelöscht werden. Nach einem Verkauf im Jahre 1992 an eine Familie aus Melle (Niedersachsen) erfolgte eine umfassende Renovierung des Anwesens, anschließend wurde es 1994 mit der Parkanlage als Denkmalzone ausgewiesen.

## Beschreibung
Das Schloss Rennenberg besteht aus einem klassizistischen, sieben- bzw. vierachsigen Hauptgebäude sowie drei rückwärtigen (straßenseitigen) und winkelförmig angeordneten Wirtschaftsgebäuden. Nach Osten erstreckt sich der (öffentlich nicht zugängliche) Landschaftspark, dessen Baumbestand ein Alter von über 100 Jahren hat. Zu der Anlage gehört auch ein sog. „Wiesenrondell“ und eine Begräbnisstätte der Herren von Rennenberg, die Teil der Denkmalzone sind.